# Анисимов, Владимир Иванович (политик)
Владимир Иванович Анисимов (1948—2006) — российский государственный деятель, председатель Смоленской областной думы в 1998—2006 годах, первый Почётный гражданин Смоленской области (2006, посмертно).

## Биография
Владимир Анисимов родился 1 мая 1948 года в Смоленске в семье работников Смоленского авиазавода.
Окончив среднюю школу, работал на заводе «Измеритель» электриком, инженером-испытателем. Одновременно учился в Смоленском филиале Московского энергетического института, окончив его в 1973 году. С 1977 года работал Смоленском областном комитете КПСС, был инструктором затем помощником первого секретаря обкома Ивана Клименко. С 1985 года Анисимов занимал должность первого секретаря Заднепровского районного комитета КПСС города Смоленска, с ноября 1987 года — первого секретаря Смоленского городского комитета. В 1987 году окончил Академию общественных наук при ЦК КПСС.
В мае 1990 года Анисимов был избран председателем Смоленского городского Совета народных депутатов. После его роспуска в октябре 1993 года был назначен заместителем главы Смоленской областной службы занятости населения. В 1995—1997 годах работал первым заместителем губернатора Смоленской области Анатолия Глушенкова. В декабре 1997 года Анисимов был избран депутатом Смоленской областной думы 2-го созыва от Руднянского района Смоленской области.

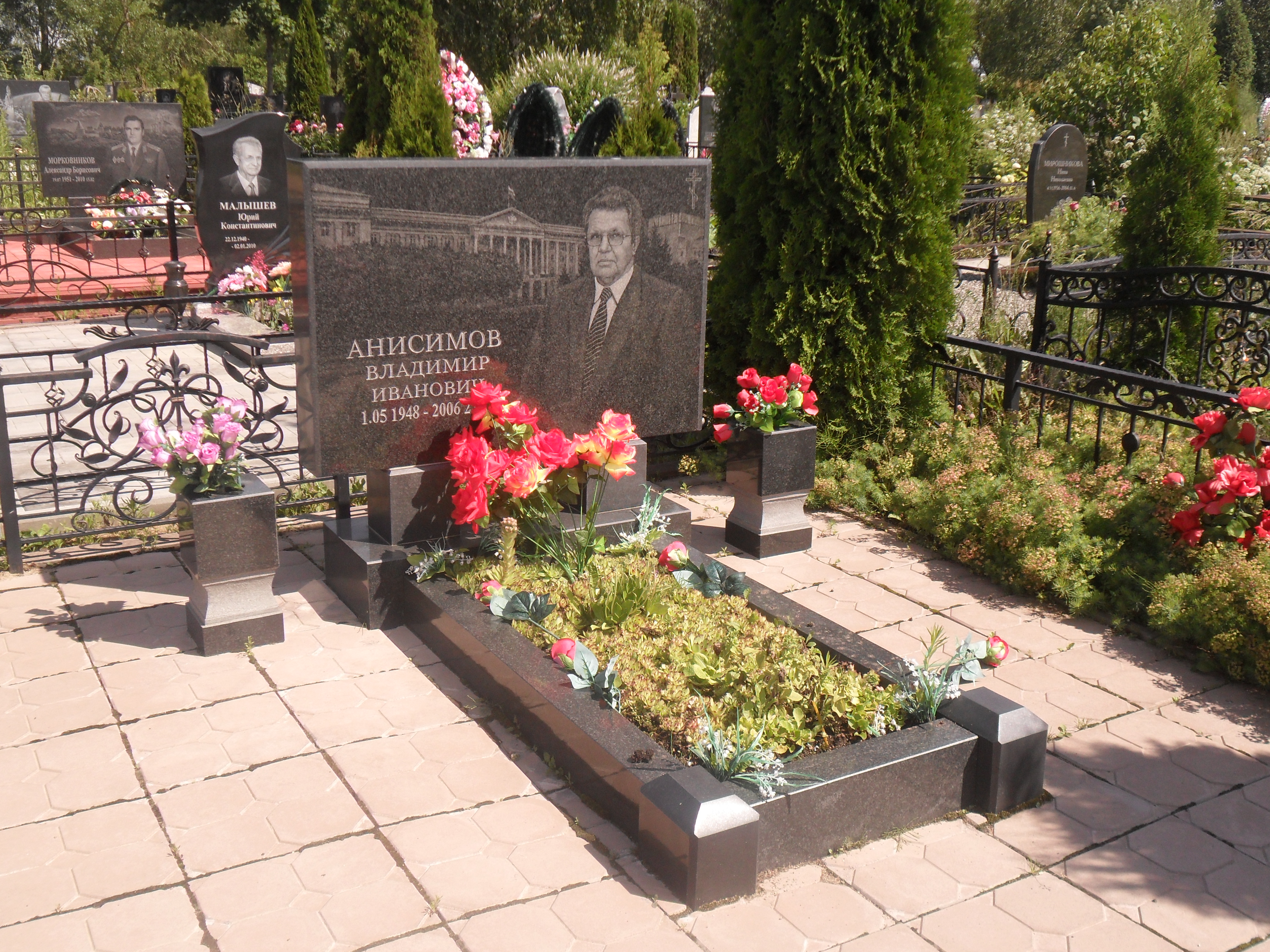
Могила Анисимова на Одинцовском кладбище Смоленска.

С января 1998 года — председатель Смоленской областной думы 2-го созыва и член Совета Федерации Федерального Собрания РФ (входил в комитет по делам Содружества Независимых Государств). В мае 2002 года был переизбран председателем Смоленской областной думы 3-го созыва.
Умер 23 мая 2006 года, похоронен на Одинцовском кладбище Смоленска.
Был также награждён орденом Дружбы и рядом других наград. Первым удостоен звания «Почётный гражданин Смоленской области» (9 октября 2006 года, за «особые заслуги перед Смоленской областью в сфере государственного управления, большой личный вклад в социально-экономическое развитие Смоленской области и повышение её авторитета в Российской Федерации и за рубежом»).